# Sericoderus minutus
Sericoderus minutus är en skalbaggsart som beskrevs av Matthews 1894. Sericoderus minutus ingår i släktet Sericoderus och familjen punktbaggar. Inga underarter finns listade i Catalogue of Life.